# Den døde nabokone
Den døde nabokone er en dansk kortfilm fra 1988, der er instrueret af Brian Melby efter eget manuskript.

## Handling
Bernhard lever en ubekymret tilværelse med vennen Thomas og en - engang imellem - kæreste. Livet kører derudaf på byens caféer og i Bernhards atelier. En dag ringer den forvirrede nabo på døren og præsenterer sin afdøde kone...